# João do Amaral Franco
João Manuel António Paes do Amaral Franco (Lisboa, 25 de Junho de 1921 — Lisboa, 8 de Maio de 2009), mais conhecido por João do Amaral Franco, foi um botânico e sistemata, professor do Instituto Superior de Agronomia da Universidade Técnica de Lisboa. É autor de uma flora de Portugal, a Nova Flora de Portugal.

## Biografia
Nasceu em Santos-o-Velho, Lisboa, filho de Frederico Gaspar Schindler Franco Castelo Branco e de Maria Rita de Sá Paes do Amaral.
Licenciado em Agronomia pelo Instituto Superior de Agronomia, iniciou a sua carreira científica ainda como aluno na década de 1940, trabalhando na área da botânica, da taxonomia vegetal e da sistemática. O seu campo inicial de estudo foi a dendrologia de coníferas. A meados da década iniciou a sua carreira académica e profissional ao ser contratado como segundo assistente no Instituto Superior de Agronomia, a escola onde se licenciara.
No início da década de 1950 iniciou funções como professor agregado, mantendo constante investigação sobre asconíferas, de que resultou a publicação de vária notas e a proposta de vários acertos taxonómicos naquele grupo. Os interesses de investigação foram-se alargando, estabelecendo contacto com investigadores europeus, com destaque para os sediados no Real Jardim Botânico de Kew e no Museu de História Natural de Londres, instituições onde trabalhou.
Outra área de interesse foram a biogeografia e a florística, tendo iniciado estudos sobre a flora de Portugal, dos quais resultaram diversas publicações. Em simultâneo concentrou-se no estudo da taxonomia vegetal, matéria em que adquiriu reputação de especialista.
Foi nomeado professor extraordinário do 1º grupo de cadeiras do Instituto Superior de Agronomia, passando a ter a seu cargo o herbário da instituição, presentemente designado Herbário João de Carvalho e Vasconcellos e conhecido internacionalmente pela sigla LISI. Entre as numerosas colaborações que manteve, destacam-se durante a década de 1960 os trabalhos conjuntos com António Rodrigo Pinto da Silva e Maria da Luz Rocha Afonso e a sua integração no projecto Flora Europaea.
Iniciou em 1971, com a saída do 1.º volume, a publicação da Nova Flora de Portugal, seguindo a sugestão dos botânicos britânicos Vernon Heywood e Thomas Gaskell Tutin, com cuja colaboração contou. Por essa mesma época iniciou uma profícua colaboração com a iniciativa Atlas Florae Europaeae e participou na elaboração dos terceiro e quarto volumes da Flora Europaea.
Foi durante a década de 1970 que produziu as suas principais contribuições para o conhecimento da fitogeografia e corologia da flora portuguesa, com importante produção taxonómica nas Notulae Systematicae.
A partir doa anos de 1980 passou a professor catedrático do Instituto Superior de Agronomia, alargando a sua área de interesse às monocotiledóneas, com destaque para as gramíneas. Nesse período elabora e publica o 2.º volume da Nova Flora de Portugal e publicou, em colaboração com Maria da Luz Rocha Afonso, o guia intitulado Distribuição de Pteridófitos e Gimnospérmicas em Portugal.
Para além de manter a colaboração como a equipa que elaborava o Atlas Florae Europaeae, foi nomeado conselheiro nacional para o projecto Med-Checklist (Med-Checklist - A critical inventory of vascular plants of the circum-mediterranean countries), um trabalho colaborativo de um grande número de peritos e instituições europeiase norte-africanas, visando criar um catálogo sinonímico dos taxa de plantas vasculares com distribuição natural na bacia do Mediterrâneo. Foi também um dos editores do projecto Flora Ibérica, tendo colaborado activamente na produção do 1.º volume.
Jubilou-se em 1991 mas manteve a sua colaboração no herbário do Instituto Superior de Agronomia (LISI), no qual manteve intensa actividade de revisão de material herborizado, e nos trabalhos do Departamento de Protecção de Plantas e de Fitoecologia daquele instituto. Também se manteve como colaborador na Flora Ibérica e no Atlas Florae Europaeae.
Em colaboração com Maria da Luz Rocha Afonso publicou em 1994 o primeiro fascículo do 3.º volume da Nova Flora de Portugal. Nos anos seguintes publicou diversos artigos e notas sobre as gramíneas, correspondentes à preparação dos fascículos seguintes da obra. Ainda colaborou na conclusão do 3.º volume da Nova Flora de Portugal, o último com a sua colaboração. deixando uma obra que inclui mais de 150 publicações e centenas de descrições, redescrições, aperfeiçoamentos em descrições anteriores e alteração de corologias. É autor de cerca de 160 novos taxa ou combinações, e foi recentemente homenageado como epónimo das espécies Teucrium francoi e Festuca francoi.
Tendo leccionado as disciplinas de botânica do Instituto Superior de Agronomia de 1950 a 1991, foi professor de várias gerações de engenheiros agrónomos e silvicultores e membro de uma grande parte dos júris de doutoramento, e outros, dos botânicos portugueses da actualidade. Considerado o patriarca da botânica portuguesa, autor da sua última flora publicada, faleceu em Lisboa aos 87 anos de idade, após uma carreira científica de 67 anos de activa investigação,

## Obras publicadas
Entre muitas outras, é autor das seguintes monografias:
- João do Amaral Franco, Maria da Luz da Rocha Afonso. Alismateceae - Iridaceae. Parte 1 de Nova flora de Portugal. Escolar Editora, 1984 (ISBN 9725920813)
- João do Amaral Franco, Maria da Luz da Rocha Afonso. Distribuição de pteridófitos e gimnospérmicas em Portugal. Nº 14 da Colecção Parques Naturais, Lisboa 1983 (com 2ª edição pelo Serviço Nacional de Parques, Reservas e Património Paisagístico, 1985).
- João do Amaral Franco, Thomas Gaskell Tutin. Nova flora de Portugal: (continente e Açores), volume 2. Astória, 1971.
- João do Amaral Franco, 1971. Lycopodiaceae - Umbelliferae. 647 pp.
- João do Amaral Franco, 1953. On the nomenclature of the Douglas fir. Editor Sociedade Astória, 6 pp.
- João do Amaral Franco, 1950a. Cedrus libanensis et Pseudotsuga menziesii. Boletim da Sociedade Broteriana, sér. 2, 24: 73-76
- João do Amaral Franco, 1950b. Abetos. Volume 17 dos Anais do Instituto Superior de Agronomia (Lisboa (Portugal).